# 伝統太極拳
伝統太極拳は、広く行われている武術太極拳と異なり、競技や見せることを目的としていないため、筋トレやストレッチを行う必要がなく、年齢や運動経験の有無を問わず、生涯にわたり行うことのできる武術であり、健康法でもある。
古来受け継がれる伝統拳は、気功を重視し養生法、実戦による用途(散手.推手)に重点におき套路が構成されている。
伝統太極拳には、楊式太極拳、陳式太極拳、呉式太極拳、孫式太極拳、武式太極拳、和式太極拳などがある。

## 関連資料
- 『老子の武道』長尾豊喜著；星雲社、2009年、 ISBN 978-4434132926
- 『本流の楊式太極拳入門』長尾豊喜著；星雲社、2014年、 ISBN 978-4434194030

- 『楊式太極拳』（自然からの静かなるやわらかき力）長尾豊喜著；星雲社、2008年、 ISBN 978-4434111679